# Motionhouse
Motionhouse es una compañía de danza y circo británica, con sede en Royal Leamington Spa, Warwickshire. Fundada en 1988, Motionhouse funciona bajo la dirección de Louise Richards y Kevin Finnan. La compañía tiene como objetivo crear danza teatral fusionando imágenes, acción y dinamismo que desafía las convenciones teatrales. Motionhouse crea sus espectáculos recurriendo al teatro, el circo, las acrobacias, la danza contemporánea y el cine.

## Historia
Motionhouse recibió el encargo de producir un espectacular evento al aire libre que formó parte de las celebraciones del fin de semana inaugural del Festival de Londres 2012 en West Midlands. The Voyage, fue creado en colaboración con los trapecistas de Sidney Legs On The Wall, y contó con una película de Logela Multimedia, un transatlántico de tamaño natural y un elenco de cientos de personas. Fue producido por Birmingham Hippodrome y se presentó en Victoria Square, Birmingham, del 21 al 24 de junio de 2012.

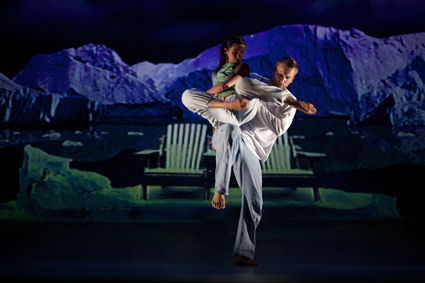
Motionhouse interpretando su obra Disperso

Motionhouse ha realizado producciones itinerantes y una serie de espectáculos de danza en lugares y espacios de todo el Reino Unido. La producción de 2005, Perfect, que obtuvo elogios de la crítica, en 2009 formaba parte del programa de estudios de danza del Certificado General de Educación Secundaria (GCSE) en Inglaterra y Gales. La estructura de Perfect es temática más que narrativa y explora el concepto de tiempo.
En su primer año de gira, Scattered, la producción teatral número 18 de Motionhouse, inauguró el Festival Internacional de Teatro de Sibiu en Rumania, donde el director del evento la consideró la “revelación del festival”. Scattered continuó la gira en 2012, incluyendo actuaciones en Macao, Bélgica y Portugal, así como una vuelta a Rumania. Otros espectáculos son Wondrous Stories (2022) y Nobody (2023).
Motionhouse ofrece programas de educación comunitaria, así como actividades de trabajo comunitario en su campaña por una educación de danza más amplia y accesible.
Como parte del Pacto Creativo lanzado por el distrito de Warwick y el desarrollo del Barrio Creativo en Leamington, en 2020, la compañía se mudó al Assembly Hall dentro del edificio del Ayuntamiento, un edificio histórico catalogado de Grado II, que combina tecnología de vanguardia con la icónica arquitectura victoriana.

### Fundadores
Finnan, su director artístico, se convirtió, en 2017, en el primer profesor invitado de danza en el Conservatorio Real de Birmingham de la Universidad de Birmingham. Tiene una maestría en Artes Escénicas Contemporáneas de la University College Bretton Hall y un doctorado en Teatro de la Universidad de Warwick. Es investigador en dicha Universidad y artista asociado del Festival Internacional Greenwich+Docklands. En 2013 fue nombrado doctor honoris causa en Letras por la Universidad de Warwick en reconocimiento a la importancia de su trabajo y su servicio a las artes y ese mismo año, también fue nombrado Miembro de la Orden del Imperio Británico por sus servicios a la danza.
Richards, la directora ejecutiva, se inició como bailarina y coreógrafa y trabajó durante los años 80 en la compañía, New Midlands Dance. Es profesora de danza y mentora de artistas jóvenes. Además, es miembro de la Royal Society of Arts. En 2015, fue nombrada como Persona de Negocios del Año de Royal Leamington Spa.

## Premios
- Ganó el Premio del Público en los National Dance Awards Critics’ Circle 2005 del Reino Unido, y en 2022, estuvieron nominados en la categoría a la Mejor Compañía mediana.[16][17]
- En 2009 recibió el Premio del Público en el Festival MiramirO.[18]